# 1631 en santé et médecine
| Années de la santé et de la médecine : 1628 - 1629 - 1630 - 1631 - 1632 - 1633 - 1634    |
| Décennies de la santé et de la médecine : 1600 - 1610 - 1620 - 1630 - 1640 - 1650 - 1660 |

Cet article présente les faits marquants de l'année 1631 en santé et médecine.

## Événements
- 30 mai, parution du premier numéro de La Gazette fondée par Théophraste Renaudot, médecin philanthrope[1].
- 3 septembre : accord passé entre les apothicaires de Paris et la Faculté de médecine pour renforcer le contrôle médical sur les examens de maîtrise des apothicaires[2].
- Création, en France, du poste d'apothicaire de l'Amiral pour servir auprès du seigneur et grand-maître de la navigation[3].
- Fin de l'épidémie de peste en Italie[4]. La grande peste de Milan aurait tué un million de personnes.

## Publications

### Divers
- Antonio Colmenero de Ledesma (es), médecin et chirurgien espagnol, donne une première édition, en espagnol, de son traité sur le chocolat (Curioso tratado de la naturaleza y calidad del chocolate[5].
- Jacques Cousinot (1585-1646), médecin de Louis XIII, fait paraître son Discours sur les eaux minérales de Forges[6],[7].
- Fortunio Liceti (1577-1657), médecin et philosophe italien, publie son traité De feriis altricis animae nemeseticae disputationes[8].
- Le chimiste et médecin allemand Adrian von Mynsicht (1603-1638) publie son Thesaurus et armamentarium medico-chymicum, où il décrit sa découverte de l'année 1630 précédente, de  la préparation du tartrate émétique[9],[10].
- Petrus Paschalis, Praxis medicinae, Leyde[11].
- Jacques Primerose (en) (c.1600 – 1659), médecin anglais, docteur des universités de Montpellier et d'Oxford, publie un ouvrage sur l'école de médecine de Montpellier (Academia Monspeliensis descripta[12]).
- Daniel Sennert joint au troisième volume de sa Practica medicina un « Traité de l'arthrite » (De arthritide tractatus[13]) qu'il fait suivre du texte grec et de la traduction latine par Erasmus Schmidt de la Podagra tragice (« Podagre sur le mode tragique ») de Lucien de Samosate[14].
- 1629[15] et 1631[16] : Robert Fludd (1574-1637), médecin et astrologue anglais, fait paraître son traité de médecine universelle (Medicina catholica).

### Sur la peste
- Bartolomeo Ambrosini (1588-1657), médecin et naturaliste italien[17], publie à Bologne un traité de peste qu'il intitule Modo e facile preserva e cura di peste[18].
- Baldus Balduus, Praelectio de contagione pestifera, Rome[19].
- Cesare Crivellati[20] (1553-1640) publie, à Viterbe, son traité de peste (De peste[19]).
- Vincenzo Alsario Della Croce (c. 1576 –  p. 1632), Consilium prophylacticum a lue pestifera, Rome[21].
- Impression, à Tours, chez Jean Oudot, d'un Brief traité contenant le moyen de se préserver de la contagion, d'un certain De Vallées dont on ignore tout par ailleurs[22].
- Franciscus Fabranus, « physicus ac medicus », fait paraître un traité « sur les causes de la peste de 1630 en Italie » (De origine et causa pestilentis morbi Italiam a. d. 1630 infestantis[23]'[24],[25]).
- Giovanni Francesco Fiochetto (it) (1564-1642), archiatre de la maison de Savoie[26], fait paraître à Turin son Trattato della peste di Torino [dell'anno 1630[27]].
- Nicolas du François, médecin ordinaire d'Henri Ier de Savoie[28] puis du roi Louis XIII[29], publie à Paris un Traité de la peste, de ses remèdes et préservatifs[30].
- René Gendry, maître chirurgien juré à Angers[31], fait paraître son Traité de la peste[32].
- Thomas Grossi, professeur de philosophie et de médecine à Ferrare[33], fait paraître à Venise un essai sur l'épidémie « qui se répand en Italie et plus spécialement en Italie du Nord » (Quaestio an morbi qui in Italia et praesertim in Gallia Cysalpina hoc anno evagantur sub nomine pestis, an vero inter febres pestilentiales connumerari debeant[34].).
- Giovanni Imperiali († 1653), philosophe et médecin de Vicence, publie un essai « sur la peste de 1630 » (Pestis anni 1630 descriptio historico-medica[35]).
- Andrea Mariani (1593-1661), professeur de philosophie et de médecine italien, précepteur du fils de Charles Ier, duc de Mantoue[36], publie son traité « Sur la peste de 1630 à Bologne » (De peste anni M.DC.XXX Bononiae[37]).
- Domenico Ponticelli, sous le pseudonyme de Cellino Pinto, publie le premier volume (1re et 2e partie[38]) de son Compendioso trattato della peste e contagio[39].
- Francesco Rossi, médecin génois, auteur en 1622 de réflexions en latin sur l'histoire de la médecine, publie un traité de peste en italien (Trattato della peste[19],[40]).
- Maurizio Tirelli publie un ouvrage sur la peste de 1630 à Badia Polesine (Della peste dell’abbadia del Polesene[41],[42]).

## Naissance
- Richard Lower (mort en 1691), médecin et physiologiste anglais[43].

## Décès
- 15 mars : Thomas Fienus (né en 1567), professeur de médecine à Louvain[44],[45].
- 21 juin : Claude Charles (né en 1576), professeur de médecine à Paris, médecin de Richelieu, doyen de la Faculté de 1610 à 1612, gendre de Simon Piètre, lecteur royal en médecine démis de sa charge en sa faveur en 1607[46].
- 3 août : Jean Prévost (né en 1585), médecin et botaniste suisse, mort de la peste à Padoue[47].
- Jacques de Bondt (né en 1592), médecin flamand, auteur du De medicina indorum, un des premiers traités sur la médecine des Indes[48].
- Giovanni Colle (né en 1558), médecin italien, un des premiers à avoir expérimenté l'injection intraveineuse[49].
- Vers 1631 : Pierre-Claude Haguenier (né à une date inconnue), professeur de pharmacie au collège universitaire jésuite de Pont-à-Mousson[50].